# 55 (numero)
Cinquantacinque (cf. latino quinquaginta quinque, greco πέντε καὶ πεντήκοντα) è il numero naturale dopo il 54 e prima del 56.

## Proprietà matematiche
- È un numero dispari.
- È un numero composto da 4 divisori: 1, 5, 11 e 55. Poiché la somma dei relativi divisori (escluso il numero stesso) è 17 < 55, è un numero difettivo.
- È un numero semiprimo.
- È un numero triangolare e un numero ettagonale.
- È un numero ennagonale centrato.
- È il decimo numero della successione di Fibonacci, dopo il 34 e prima dell'89.
- È un numero di Kaprekar.
- È la somma dei numeri da 1 a 10.
- È la somma di cinque numeri quadrati consecutivi: {\displaystyle 55=1+4+9+16+25}
- È la somma degli otto divisori del numero 36: {\displaystyle 55=1+2+3+4+6+9+12+18}
- È un numero palindromo nel sistema di numerazione posizionale a base 4 (313) e in quello a base 6 (131).
- È un palindromo e un numero a cifra ripetuta nel sistema numerico decimale.
- È parte delle terne pitagoriche (33, 44, 55), (48, 55, 73), (55, 132, 143), (55, 300, 305), (55, 1512, 1513).
- È un numero intero privo di quadrati.
- È un numero piramidale quadrato in quanto somma dei quadrati dei primi cinque numeri interi (1 + 4 + 9 + 16 + 25).
- È un numero congruente.
- È un numero odioso.

## Astronomia
- 55P/Tempel-Tuttle è una cometa periodica del sistema solare.
- 55 Pandora è un asteroide della fascia principale del sistema solare.
- NGC 55 è una galassia irregolare della costellazione dello Scultore.

## Astronautica
- Cosmos 55 è un satellite artificiale russo.

## Chimica
- È il numero atomico del Cesio (Cs).

## Convenzioni

### Telefonia
- È il prefisso telefonico internazionale brasiliano, da premettere per le chiamate internazionali dirette per il Brasile.

## Simbologia

### Smorfia
- Nella smorfia il numero 55 è la musica.